# Guilherme Leite
Guilherme Jacinto Leite (Lisboa, 11 de Setembro de 1953) é um ator, autor e político português.

## Biografia
Foi aluno no Colégio Salesiano do Estoril durante cerca de uma década.
Exerceu como mecanógrafo no Casino Estoril entre 1969 e 1973, tendo neste último ano fugido para a Bélgica em 1973, onde pediu à ONU o estatuto de refugiado político. Ficou na cidade de Bruxelas até à revolução democrática de 1974, e em 26 de Abril de 1974 nasceu o seu filho Ernesto Leite, tendo depois voltado a Portugal. Em 1976 começou a trabalhar como informático.

### Rádio, televisão e cinema
Em 1983, Leite enveredou na carreira artística, inicialmente apenas em programas infantis para a Rádio Comercial e a Rádio Televisão Portuguesa, tendo para esta última criado o programa Brincar é Coisa Séria, onde interpretava um dos palhaços da dupla Fraldinha e Sabonete. Em 1985 continuou a trabalhar para a RTP, tendo participado na gravação de programas de apanhados, apresentado por Joaquim Letria, e entre 1987 e 1988 colaborou no na rubrica Fotomaton, do programa de apanhados Já Está, igualmente de Joaquim Letria. Em 1988 mostrou os seus trabalhos em São Tomé e Príncipe, e entre 1989 e 1990 em Guiné-Bissau, com o apoio da Fundação Calouste Gulbenkian. Para a RTP, foi igualmente o autor dos programas Cromos de Portugal e Companhia do Riso, ambos em 1999, Bacalhau com Todos em 2000, Querido Pai Natal em 2000, 2001 e 2007, e Estação da Minha Vida em 2001. Neste último interpretou o papel da chefe de estação em Fratel. Também participou na série de televisão Os Malucos do Riso, que estreou em 1995 no canal SIC.
A sua carreira passou igualmente pelo cinema, tendo participado no filme Ladrões de Tuta e Meia, de Hugo Diogo, e fez publicidade, incluindo uma campanha televisiva para a operadora TV Cabo. Em 2009 lançou, em colaboração com o escritor e investigador João Rodil, um canal de televisão na Internet, o Saloia TV, que tinha como finalidade promover a cultura dos concelhos de Loures, Mafra e Sintra. Também enveredou pela música, tendo integrado a banda de rock O Espírito, o Homem e a Máquina, que marcou presença em vários concelhos da região de Lisboa, como Cascais, Oeiras e Sintra.

### Carreira política
Guilherme Leite tornou-se militante do Partido Socialista por volta de 2003. Em 2013, foi um dos militantes alvo de um processo disciplinar por parte do Partido Socialista, por terem apoiado a candidatura independente do antigo vice-presidente da Câmara de Sintra, Marco Almeida. Entrevistado pela Agência Lusa, Guilherme Leite confirmou que tinha apoiado Marco Almeida em vez do candidato do PS, Basílio Horta, embora tenha recordado que fez parte da comissão de honra da candidatura de António Costa, também do PS, à Câmara Municipal de Lisboa, e afirmou que «em Lisboa sou um gajo porreiro e em Sintra sou um canalha. O bonito disto é que eu desde meio do primeiro mandato de Sócrates que deixei de pagar quotas porque não me revejo no PS».
Em 20 de Abril de 2021, apresentou-se como candidato a presidente da câmara de Sintra pelo partido Nós, Cidadãos!, tendo obtido cerca de 3% dos votos.